# Edward Adelbert Doisy
Edward Adelbert Doisy (Hume, Illinois, 3 de novembre de 1893 - Saint Louis, Missouri, 23 d'octubre del 1986) fou un bioquímic, metge i professor universitari nord-americà guardonat amb el Premi Nobel de Medicina o Fisiologia l'any 1943.

## Biografia
Va estudiar química a la Universitat d'Illinois, on es va graduar l'any 1916. Posteriorment amplià els seus estudis a la Universitat Harvard, on es va doctorar en medicina l'any 1920. Des de 1919 fou professor associat a la Universitat de Washington, esdevenint el 1923 professor de bioquímica a la Universitat de Saint Louis.
Orientà la seva recerca científica al voltant de les hormones sexuals. Així l'any 1923 al costat d'Edgard Allen va idear la primera dosificació dels estrògens, el 1929 va aïllar l'estrona, un dels components de l'estrogen, i el 1935 l'estradiol.
Interessat també en la vitamina K, va aconseguir descobrir la seva estructura química. L'any 1943 fou guardonat amb el Premi Nobel de Medicina o Fisiologia «pels seus treballs en l'obtenció de la vitamina K i la seva estructura», premi que compartí amb el danès Henrik Dam.